# Gavorrano
Gavorrano – miejscowość i gmina we Włoszech, w regionie Toskania, w prowincji Grosseto.
Według danych na rok 2004 gminę zamieszkuje 8135 osób, 49,6 os./km².